# Chrysocraspeda
Chrysocraspeda är ett släkte av fjärilar. Chrysocraspeda ingår i familjen mätare.

## Bildgalleri

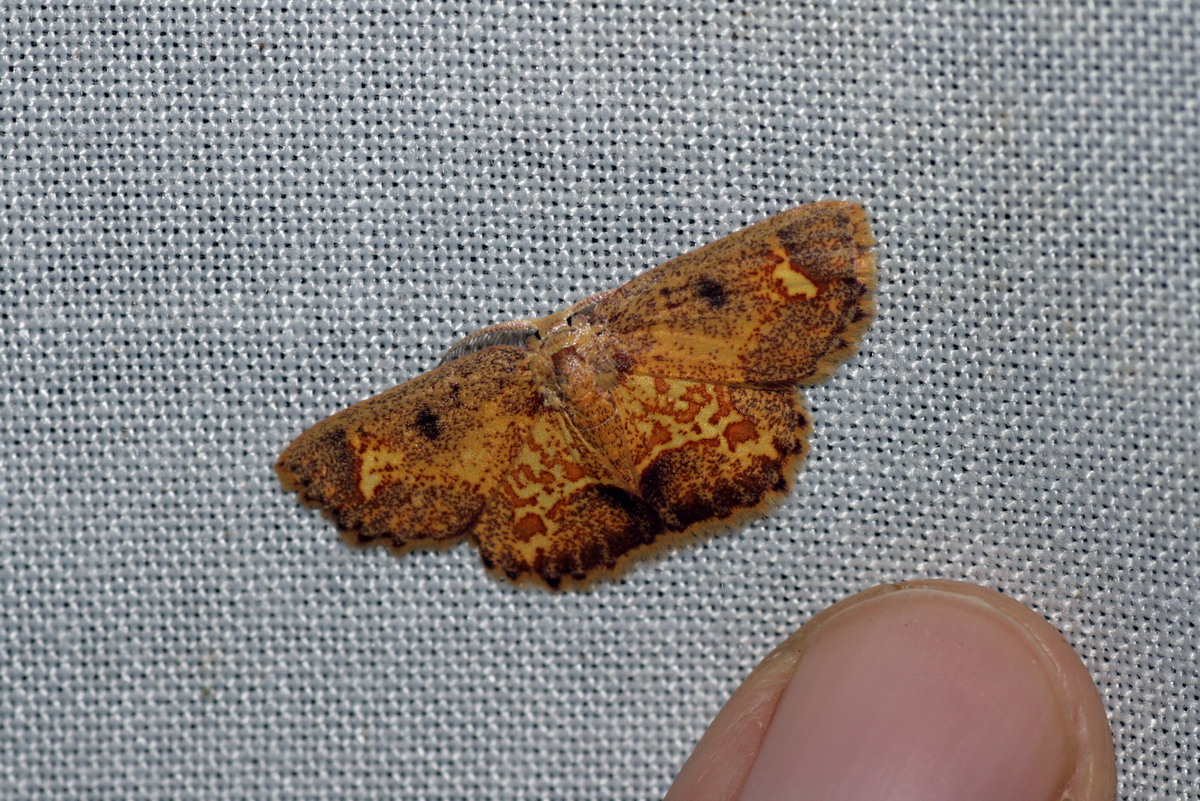
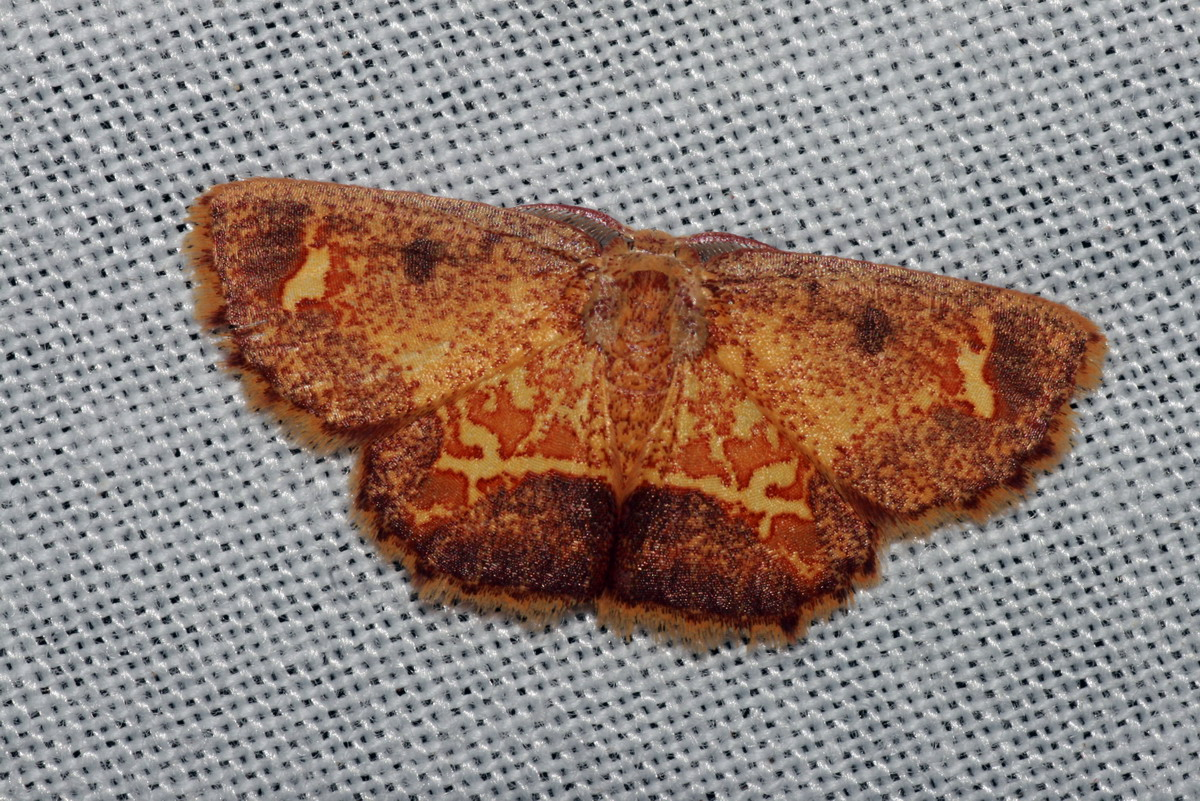

## Dottertaxa tillChrysocraspeda, i alfabetisk ordning[1]
- Chrysocraspeda abhadraca
- Chrysocraspeda altegradia
- Chrysocraspeda analiplaga
- Chrysocraspeda aurimargo
- Chrysocraspeda auristigma
- Chrysocraspeda autarces
- Chrysocraspeda baderi
- Chrysocraspeda callima
- Chrysocraspeda cambogiodes
- Chrysocraspeda cerasina
- Chrysocraspeda charites
- Chrysocraspeda comptaria
- Chrysocraspeda concentrica
- Chrysocraspeda conspicuaria
- Chrysocraspeda croceomarginata
- Chrysocraspeda cruoraria
- Chrysocraspeda dehonorata
- Chrysocraspeda dinawa
- Chrysocraspeda dysmothauma
- Chrysocraspeda ecteles
- Chrysocraspeda elaeophragma
- Chrysocraspeda erythraria
- Chrysocraspeda eumeles
- Chrysocraspeda euryodia
- Chrysocraspeda eutmeta
- Chrysocraspeda flavimacula
- Chrysocraspeda flavimaculata
- Chrysocraspeda flavimedia
- Chrysocraspeda flavisparsa
- Chrysocraspeda fruhstorferi
- Chrysocraspeda fulviplaga
- Chrysocraspeda gibbosa
- Chrysocraspeda heringi
- Chrysocraspeda heterora
- Chrysocraspeda holobapta
- Chrysocraspeda ignita
- Chrysocraspeda indopurpurea
- Chrysocraspeda informiplaga
- Chrysocraspeda inundata
- Chrysocraspeda iole
- Chrysocraspeda leighata
- Chrysocraspeda leucotoca
- Chrysocraspeda lilacina
- Chrysocraspeda lineimargo
- Chrysocraspeda lunulata
- Chrysocraspeda medjaria
- Chrysocraspeda mitigata
- Chrysocraspeda nigribasalis
- Chrysocraspeda olearia
- Chrysocraspeda olenaria
- Chrysocraspeda orgalea
- Chrysocraspeda oxyporphyris
- Chrysocraspeda panconita
- Chrysocraspeda perpicta
- Chrysocraspeda perspersa
- Chrysocraspeda phaedra
- Chrysocraspeda philoterpes
- Chrysocraspeda phrureta
- Chrysocraspeda plumbeofusa
- Chrysocraspeda porphyrogonia
- Chrysocraspeda praegriseata
- Chrysocraspeda pulverimargo
- Chrysocraspeda regalis
- Chrysocraspeda remutans
- Chrysocraspeda ronensis
- Chrysocraspeda rosacea
- Chrysocraspeda rosina
- Chrysocraspeda rosulenta
- Chrysocraspeda rothschildi
- Chrysocraspeda sanguinea
- Chrysocraspeda semiocellata
- Chrysocraspeda splendens
- Chrysocraspeda spudaea
- Chrysocraspeda subangulata
- Chrysocraspeda tricolora
- Chrysocraspeda truncipennis
- Chrysocraspeda uncimargo